# Synagoga Musmea Jeszua w Rangunie
Synagoga Musmea Jeszua w Rangunie – synagoga znajdująca się w Rangunie, dawnej stolicy Mjanmy.
Synagoga jest ostatnim żydowskim miejscem kultu w Mjanmie. Znajduje się pomiędzy sklepami na małej uliczce niedaleko centrum miasta. Tablica przy wejściu informuje, że obecny kamienny budynek został wzniesiony w latach 1893–1896 zastępując starszą drewnianą konstrukcję z 1854 roku. 
Synagoga została wzniesiona przez żydowskich emigrantów z Bagdadu oraz Indii. Przed wybuchem II wojny światowej gmina żydowska liczyła 2500 osób. Następnie zaczęła się kurczyć zwłaszcza po wojskowym zamachu stanu w 1962 roku. Dziś liczy zaledwie 20 osób. Budynek synagogi został wpisany do rejestru zabytków. W maju 2008 roku podczas cyklonu Nargis synagoga straciła dach oraz została częściowo zalana przez wodę.
W Rangunie istniała także synagoga Beth El otwarta w 1932 roku. Ponadto w mieście zachował się cmentarz przy 91st Street liczący około 700 macew.

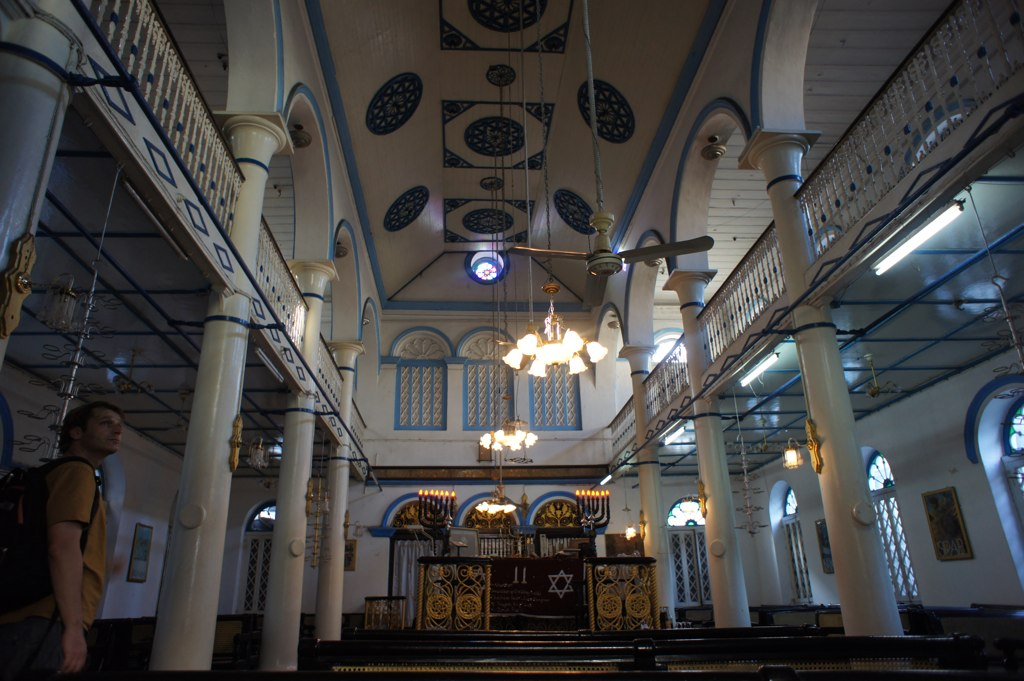
Wnętrze
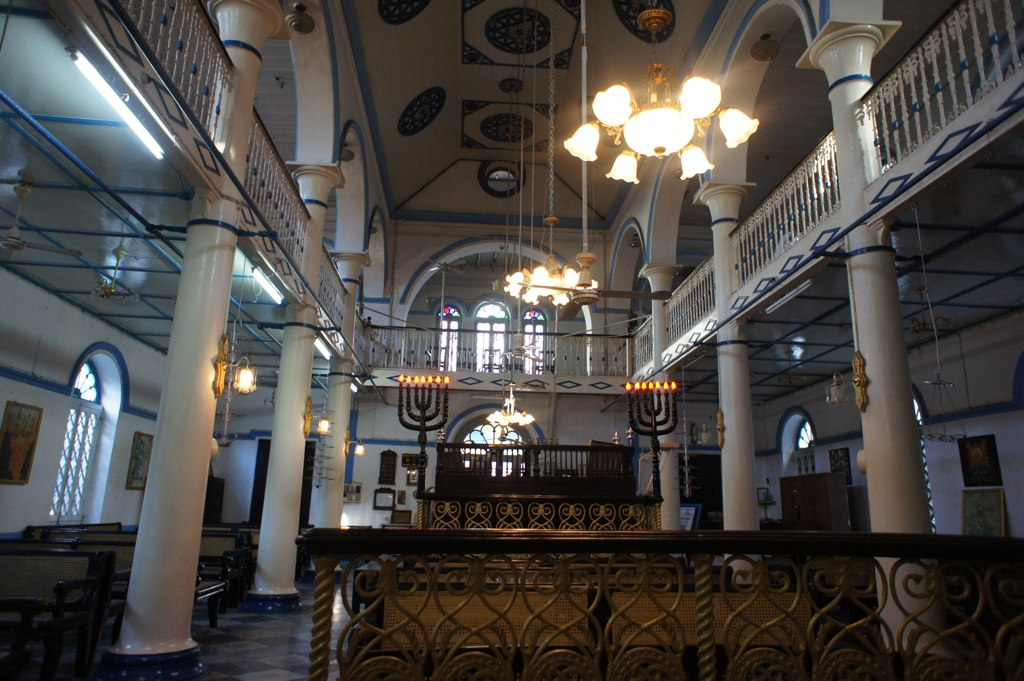
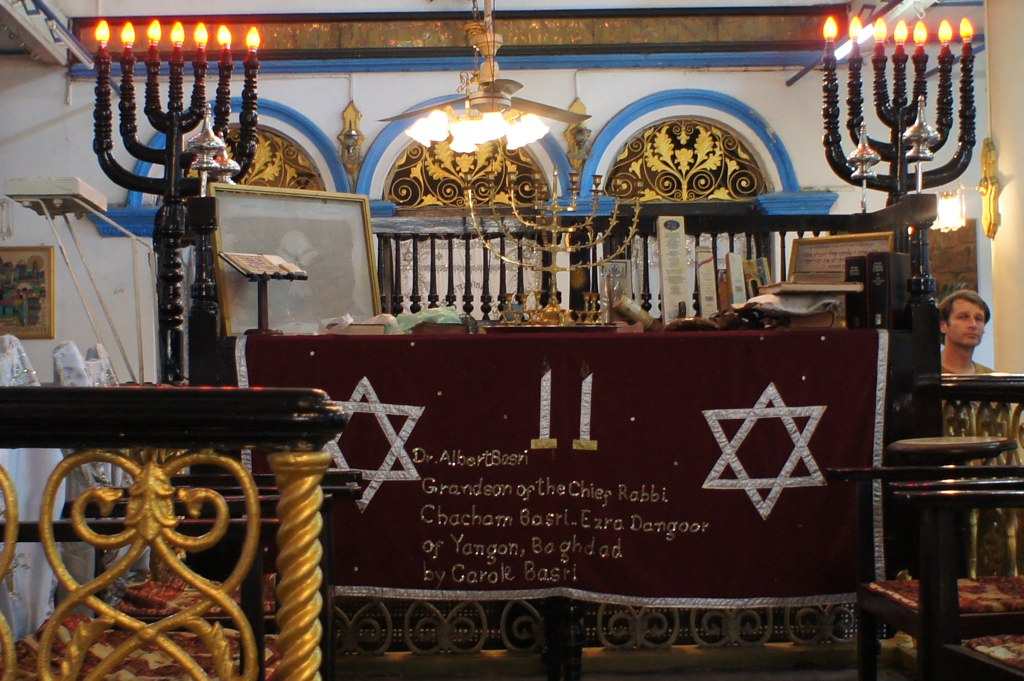
Bima